# Краснополье (Крым)
Краснопо́лье (до 1948 года Таш-Алчи́н; укр. Краснопілля, крымскотат. Taş Alçın, Таш Алчын) — исчезнувшее село в Ленинском районе Республики Крым, располагавшееся в центре района и Керченского полуострова, примерно в 5 км к востоку от современного села Вулкановка в маловодной балке Таш-Алчин.

## История
Первое документальное упоминание села встречается в Камеральном Описании Крыма… 1784 года, судя по которому, в последний период Крымского ханства Таш Алчин входил в Орта Керченский кадылык Кефинского каймаканства. После присоединения Крыма к России (8) 19 апреля 1783 года, (8) 19 февраля 1784 года, именным указом Екатерины II сенату, на территории бывшего Крымского Ханства была образована Таврическая область и деревня была приписана к Левкопольскому, а после ликвидации в 1787 году Левкопольского — к Феодосийскому уезду Таврической области. После Павловских реформ, с 1796 по 1802 год, входила в Акмечетский уезд Новороссийской губернии. По новому административному делению, после создания 8 (20) октября 1802 года Таврической губернии, Таш-Алчин был включён в состав Кадыкелечинской волости Феодосийского уезда.
По Ведомости о числе селений, названиях оных, в них дворов… состоящих в Феодосийском уезде от 14 октября 1805 года , в деревне Таш-Алчин числилось 4 двора и 47 жителей. На военно-топографической карте генерал-майора Мухина 1817 года деревня Ташалчин обозначена с 25 дворами. После реформы волостного деления 1829 года Таш-Алчин, согласно «Ведомости о казённых волостях Таврической губернии 1829 года», отнесли к Чалтемирской волости (переименованной из Кадыкелечинской). На карте 1836 года в деревне 6 дворов, а на карте 1842 года Таши-Алчин обозначен условным знаком «малая деревня», то есть, менее 5 дворов.
В 1860-х годах, после земской реформы Александра II, деревню приписали к Сарайминской волости. Согласно «Списку населённых мест Таврической губернии по сведениям 1864 года», составленному по результатам VIII ревизии 1864 года, Таш-Алчин — владельческая татарская деревня с 6 дворами и 30 жителями при колодцах. По обследованиям профессора А. Н. Козловского начала 1860-х годов, в селении колодцев не было, имелись только ауты, которые высыхали в течение лета (Аут — небольшой пруд в степном Крыму, наполнявшийся дождевой и талой водой). На трёхверстовой карте Шуберта 1865—1876 года в деревне Таши-Алчун обозначено 9 дворов.
По «Памятной книге Таврической губернии 1889 года», по результатам Х ревизии 1887 года, в деревне Таш-Алчин, уже Петровской волости, числился 21 двор и 133 жителя.По «…Памятной книжке Таврической губернии на 1892 год» в Таш-Алчине, входившем в Джапар-Бердинское сельское общество, числилось 5 жителей в 1 домохозяйстве, а в безземельном Таш-Алчине, не входившем в сельское общество — 93 жителя, домохозяйств не имеющих. На верстовой карте Крыма 1896 года в селении обозначен 21 двор с татарским населением. По «…Памятной книжке Таврической губернии на 1902 год» в деревне Таш-Алчин, входившей в Джапар-Бердынское сельское общество, числилось 108 жителей в 24 домохозяйствах. В 1913 году в деревне велось строительство мектеба. По Статистическому справочнику Таврической губернии. Ч.II-я. Статистический очерк, выпуск пятый Феодосийский уезд, 1915 год, в деревне Таш-Алчин Петровской волости Феодосийского уезда числилось 26 дворов (3 двора с землёй, 23 — безземельные) с татарским населением в количестве 85 человек приписных жителей и 34 «посторонних», из которых 63 мужчины и 46 женщин. Жители владели 169 десятинами удобной земли. В хозяйствах имелось 23 лошади, 72 вола, 10 коров и 304 головы овец, свиней, или коз. На одноимённом хуторе — 6 дворов (1 двор с землёй, 5 — безземельные) с татарским населением в количестве 47 человек только «посторонних» жителей, из которых 23 мужчин и 24 женщин. При хуторе числилось 40 десятин удобной земли. В хозяйствах имелось 28 лошадей, 20 волов, 14 коров и 46 голов овец, свиней, или коз.
После установления в Крыму Советской власти, по постановлению Крымревкома, 25 декабря 1920 года был образован Керченский (степной) уезд, а, постановлением ревкома № 206 «Об изменении административных границ» от 8 января 1921 года была упразднена волостная система и село вошло в состав Петровского района Керченского уезда, а в 1922 году уезды получили название округов. 11 октября 1923 года, согласно постановлению ВЦИК, в административное деление Крымской АССР были внесены изменения, в результате которых округа были отменены, Петровский район упразднили, влив в Керченский район. Согласно Списку населённых пунктов Крымской АССР по Всесоюзной переписи 17 декабря 1926 года, в селе Таш-Алчин (татарский), Кол-Алчинского сельсовета Керченского района, числилось 30 дворов, все крестьянские, население составляло 135 человек, все татары; во впервые упомянутом Таш-Алчине (русском), центре Таш-Алчинского сельсовета, было 25 дворов, из них 23 крестьянских, население — 128 человек, из них 75 болгар и 17 украинцев. В селах действовали татарская и русская школы I ступени (пятилетка). Фактически, это были две части села по разные стороны оврага, в которых на 1941 год числилось 36 дворов в западной и 27 — в восточной. Постановлением ВЦИК «О реорганизации сети районов Крымской АССР» от 30 октября 1930 года (по другим сведениям 15 сентября 1931 года) Керченский район упразднили и село включили в состав Ленинского, видимо, в ходе той же реорганизации, был упразднён Таш-Алчинский сельсовет, поскольку на 1940 год он уже не существовал. По данным переписи 1939 года в селе проживало 110 человек.
В 1944 году, после освобождения Крыма от фашистов, согласно остпановлению ГКО № 5859 от 11 мая 1944 года, 18 мая крымские татары были депортированы в Среднюю Азию. С 25 июня 1946 года селение в составе Крымской области РСФСР. Указом Президиума Верховного Совета РСФСР от 18 мая 1948 года, Таш-Алчин, уже как одно село, переименовали в Краснополье. 26 апреля 1954 года Крымская область была передана из состава РСФСР в состав УССР. Время включения в Дорошенковский сельский совет пока не установлено: на 15 июня 1960 года село уже числилось в его составе. К 1968 году Краснополье уже в Марфовском сельсовете. С 12 февраля 1991 года село в восстановленной Крымской АССР, 26 февраля 1992 года переименованной в Автономную Республику Крым. Исключено из учётных данных решением ВС АР Крым от 22 сентября 2006 года как село Марфовского сельсовета.

### Динамика численности населения
| - 1805 год — 47 чел. - 1864 год — 30 чел. - 1889 год — 133 чел. - 1892 год — 98 чел. | - 1902 год — 108 чел. - 1915 год — 85/34 чел. - 1926 год — 128 чел. - 1939 год — 110 чел. |